# 黒木いくみ
黒木 いくみ（くろき いくみ、1992年8月13日 - ）は、日本の元AV女優。元オールプロモーション所属。2019年9月、「黒居ろく」に改名し、フリーランスとして活動。

## 略歴・人物
2016年に「あさひ奈々（あさひ なな）」としてAVデビュー。所属事務所はファイブプロモーション。程なく親に内緒でデビューしたことが発覚し活動を休止。
同年5月26日にツイッター、6月10日にブログを新たに立ち上げ、オールプロモーション所属の「黒木いくみ」として活動することを発表するが、元々の休業にいたった理由などから思うような活動が出来ない状況にあった。しかし、翌2017年1月1日のツイッターでAV女優としての活動が再開できるようになったことを報告。
本人及び所属事務所より、2019年3月をもってAV女優を卒業した旨、6月12日に公式Twitterアカウントから投稿される
2019年9月16日、黒居 ろく（くろい ろく）への改名と、フリーランスとして撮影会モデル、コスプレモデル等の活動をしてゆくことを、自身の新しいツイッターで報告。
事務所退所後は、主に「黒居ろく」名義で、撮影会モデルやコスプレモデル、同人系イベントへの参加、配信先行型サイトや同人系アダルトサイトの作品への出演、ゲーム実況などの活動を行っており、2019年にゲーム実況を中心とするYouTubeチャンネルを開設。2019年12月、海外向けのインタビューがYouTubeで公開される。現在は、主にFantiaを中心とした活動をしている。
出身は北陸地方で、AV出演前は看護師をしていた。趣味はネットゲーム・音楽・アロマ・スノボ・茶道・動物カフェ巡り・露出・青姦など、特技はセルフ潮吹き。

## 出演作品

### アダルトDVD

#### 「あさひ奈々」名義
- 学校に内緒でパンツを売ってマ●コを見せる女 JK・あさひ奈々 (1/18、ワニッチ)
- この奥さん地味顔なのにSEXが派手だしっ! 素人奥さんご馳走様でした。全国縦断「Maji」100%ナンパ ビラビラ皮の中身は肉汁タップリこれ何だ? 餃子の街・宇都宮美人若妻編 (1/25、ビッグモーカル)
- SOD女子社員 生理じゃなくてもナプキン着用・カバンに大量の予備下着・自転車や洗浄便座で股間が過剰に反応 アソコをすぐに濡らす敏感体質が悩みで出演拒否し続けてきた超絶早漏女子社員を社内・自宅・ホテルで実態調査! 人生イチ下品な姿でベッドシーツに世界地図を描く程止まらない大量潮吹きSEXでコンプレックス解消! (2/18、SODクリエイト)
- 経験豊富な優しい素人人妻が最高の童貞筆おろし 4 (3/5、アイエナジー)
- ヒロイン凌辱 Vol.87 純白ミラクルホワイト編 (3/11、GIGA)
- 新感覚★★★素人ビ～アン生撮り 059 女子大生あさひ奈々が親友の小川つぐみを愛するとき… (3/15、プラム)
- 本番禁止のデリヘル嬢が簡単にガチ挿入を許してくれる魔法の言葉が存在するという噂を検証スル! 言わないより言ったほうがヤレる確変率超UP!「実はボク童貞なんです…」と告白しても、最初は「えっ!嘘でしょ」などと真剣にとりあってくれなかった女の子がギンギンに勃起してるのにあまりに消極的な態度に興味がわいてきてチ○ポを思わせぶりにソフトタッチしはじめたら挿入許可までもはや秒読み状態だというのは本当か? (3/25、SCOOP)
- バイセクシャルレイプ 昼は淑やかな義姉(兄の妻)… 夜は加虐の変態異常性欲者!! (4/1、FAプロ)
- JK￥撮り 親友の目の前でフェラ自慢! チ●コ大好き奈々チャンとロリ顔ビビリなかえでチャン (4/20、スターパラダイス)
- 常に性器結合メンズエステ 2 (4/21、アイエナジー)
- ヒロイン蹂躙システム 破光戦隊ブレイクレンジャー 〜抗えないブレイクピンク〜 (4/22、GIGA)
- JK文化祭模擬店 ちら見せオナサポ喫茶 VII (5/13、アロマ企画)
- 爆裂乙女ギシギシぷるん 暴かれた覆面プロレス天使の正体 (5/13、GIGA)
- 彼女のスマホの中にあった元カレとのエロ動画をリベンジ流出 (5/20、スターパラダイス)
- 街頭若妻アンケートナンパ 2 (5/20、スターパラダイス)
- JKバラエティ!! THE検尿診断 飲尿寺先生のおしっこ飲ませてちょうだい! (5/20、スターパラダイス)
- どこまでヤレる!? ひざまくら耳かき店のお姉さん 10 (5/20、スターパラダイス)
- 聖菜アリサの速攻レズナンパ! 3 (6/10、ナンパHEAVEN)
- コスプレイベントナンパ連れ込みSEX隠し撮り 2 ～素人レイヤーに声を掛けハメ撮り顔射中出し無許可販売～ (6/10、TMA)
- ザーメンごっくん専用ドM変態パイパン娘 あさひ奈々 (6/17、クリスタル映像)
- ママ友ナンパ 「奥さん!童貞君の射精手伝ってくれませんか?」 奥様大興奮で2発目は筆おろし中出し!! (6/19、濡壺/妄想族)
- 夫婦交換スワッピング同好会2 他人棒で中出し受精 (6/19、濡壺/妄想族)
- 天使の援交 顔バレ無理だよ! JKマスクしたままフェラバイト 2 (6/20、スターパラダイス)
- SOD女子社員 就活戦線を戦う真面目就活生の前でSODの未来を担う超真面目幹部候補女子社員がバレない様に何度も絶頂! イキまくり会社説明会 (6/23、SODクリエイト)
- 僕だけのいいなり女子校生 なな (6/24、宇宙企画)
- パツパツのタイトスカートがピタッと密着していやらしさを強調するむっちりデカ尻とヒップラインから覗くパンティとムチムチの太ももで男を誘惑してくるスケベなお姉さんの生チ○ポ丸呑み中出しSEX!! (7/1、OFFICE K'S)
- JK密着 ささやき淫語手コキ (7/1、OFFICE K'S)
- 超ドUP!オマ○コいじり (7/15、OFFICE K'S)
- 媚薬ヌリヌリ膣内検査 若妻編 (7/20、スターパラダイス)
- ウブな現役女子大生の稼げるバイト マットヘルス研修潜入盗撮! (7/20、スターパラダイス)

- 個室耳かきサロンで、浴衣姿のお姉さんのおっぱいに我慢できずに猥褻￥交渉 (5/20、STAR PARADISE)
- 極上テクニックで性感帯を愛撫する悶絶スケベ椅子ピンサロ! ドスケベお姉さん達が二人がかりで耳を舐め、ベロキスで舌を激しく絡ませ、乳首を舌先で転がし、金玉に吸い付き、アナルに舌を突き刺し、チ○ポをしゃぶりまくる! 男を悦ばせる過激で下品な究極舐めプレイ! (8/12、UMANAMI)
- 風俗研修盗撮 はじめてのマットプレイ実技講習 (8/20、STAR PARADISE)

#### 「黒木いくみ」名義
- 私、おじ様大好きで、ドMなんです・黒木いくみ23歳、若い男じゃ感じないのよ、おじ様にイジメられて犯されてデビューしたいな♥ (8/1、ヒビノ)
- 現役女子大生（彼氏アリ）いくみちゃん21歳 熟年オジサマと浮気 初アナルデビュー (9/16、エムズビデオグループ)
- 範田紗々 ザ・VIP伝説 第2章 反バトル連盟ハンター紗々様 (9/16、バトル)
- 黒木いくみとアナタのレオタードH (9/16、アスリート)
- 彼氏チ○ポじゃ中イキしないのにオタな同僚デカチンにガン突きされたら即効イキする痙攣OL (9/22、ナチュラルハイ)
- 買い物中の上品な素人奥様が旦那よりもデカい他人棒で初めての尻コキを体験したら濡れ過ぎて…新宿編 (10/6、コスモス映像)
- 淫爆処刑台タランチュラ 秘蜜の姫君アヌス PRINCESS INFERNO (10/7、ATLANTIS-H)
- 「私…今年の冬結婚します」 SNSガチ応募! 「実はAVファンで…結婚前に一度だけでも『頭が真っ白になるSEX』感じたい」 婚約者には内緒でAV出演! 顔射・ごっくん・生中出し! 計3発で結婚を決意! (10/14、&RiBbON)
- 犯され願望叶えます。 ノーマルなセックスじゃ満足出来ず過激性交に憧れる女をトラウマ壮絶輪輪姦 黒木いくみ (10/19、ドグマ)
- とけあう体液!交感レズビアン 黒木いくみ 浜崎真緒 (10/19、レズれ!)
- SNS高額アルバイトガチ募集 遠距離恋愛中の女性限定!!ギャラ10万円!! 彼氏と電話しながらAV撮影 (10/21、ONE MORE)
- 水着マニア×変態ドM美女 栄芽理奈 (10/25、豊彦)
- Anal Device Bondage II 鉄拘束アナル拷問 黒木いくみ (11/3、グローリークエスト)
- 普段やってる本気の指オナニー 6 (11/4、OFFICE K'S)
- ド敏感妻イキまくり妊娠交尾 白川理沙 (11/10、ジュエル)
- 汁絶頂 ニッポンポルノビデオ 黒木いくみ (11/11、&RiBbON)
- 突然やってきた営業レディは媚薬を飲むと、黒パンストを擦りつけながら淫らに股間を滴らせ、カニバサミで中出しを求めた! 2 (11/11、V&R PRODUCE)
- 突然、勝手にAV化!イケメンの友達がほろ酔い状態の女子を僕の部屋に連れて来た!女に無縁の僕にはそれだけで大興奮なのに超過激でHな王様ゲームが始まっちゃって… 巨乳OL編 4 (12/7、お夜食カンパニー)
- 「私の濡れたエッチなオマ○コとオナニー見てください」 自ら股間を拡げて奥まで見せて、クリをいじってヌルヌルにさせて指チ○ポ挿入!オマ○コの中へのピストンですっごく感じて、すぐイッちゃった!何度もイッてヒクヒクしながらスケベ汁で光るマ○コのドアップから目が離せない!! (12/7、ATLANTIS-H)
- 連続ごっくん痴漢 (12/19、アパッチ)
- 女子校生と複数プレイ! 恥じらい天使と王様乱交 (12/20、スターパラダイス)
- SOD女子社員 全裸オナニー名簿 25名 (12/22、SODクリエイト)

- 素人アイドル候補生×生ハメ中出し面接 (1/7、ATLANTIS-H)
- ベロキス中毒レズビアン Vol.2 (1/19、レズれ!)
- ド素人おもいっきり固定バイブ! 街でナンパしたド素人娘に『固定バイブ』体験してもらったらとんでもないスケベ娘が現れました! (1/19、アパッチ)
- 痴漢発情娘 満員電車で1日に何度も何度も痴漢されても何もできない何も言えない気弱な女子校生は、ただただ時間が過ぎるのをじっと待っていたら、あんなに嫌だった痴漢だったのにアソコが濡れる程に感じてしまい… (1/19、お夜食カンパニー)
- 在宅介護にやってきた優しいホームヘルパーのデカ尻に思わずフル勃起! 尻コキだけのつもりがヌルッと生挿入! 興奮し過ぎて思わず元気になった利用者の溜まりきった精子搾り出すまで励ましながら何度も中出し! (2/10、V&R PRODUCE)
- 「先生が飲んだの本当は媚薬じゃないよ。なのにそんなに乱れちゃってどうしたの(笑)」 嘘媚薬で思い込み発情する隠れ淫乱女教師! 学校に行かなくなって数週間。とても面倒くさいことに教育熱心な新任の先生がボクを説得しに毎日家にやって来る。ボクは追い返そうとするも不発。だから先生が飲むお茶に『媚薬』を入れてそれを先生にバラすと、徐々に淫乱化してくる先生。しかし挿入寸前、本当はただのジュースだと明かすと驚き恥ずかしがる先生。そこでやめるかと思いきや本性むき出しの淫乱女の顔を現してチ○ポを求めて乱れまくりヤリたい放題! (2/19、Hunter)
- 可愛くて優しくてオレの自慢の姉貴が淫乱ドMだった! (3/24、REAL)
- 極 精液便女 (3/25、ジャンクショップ)
- 働く美女と性交 黒木いくみ (3/31、ドリームチケット)
- 僕のまわりは人妻ばかり! 入学したらモテ経験ゼロでも若いチ○ポが欲しいだけの奥様達には誘惑されまくりで下半身が休めなくなりました (4/6、SWITCH)
- ナイス親不孝変態・ゲス娘 黒木いくみ (4/19、ドグマ)
- 高身長VS低身長プロレス Vol.2 (4/21、バトル）
- S2000型waterpolo in 黒木いくみ (4/28、A-style)
- －セックスが溶け込んでいる日常－ 病院生活で「常に性交」ナース (5/3、SENZ)
- 完全主観 添い寝しながら淫語オナニー 2 (5/3、OFFICE K'S)
- バレたらヤバイ状況でフェラしてくるチ●ポ舐め痴女 (5/3、OFFICE K'S)
- 最高のマゾ女! SM凌辱アナルSEX 黒木いくみ (5/13、セレブの友)
- 完全ノーカット撮影 JK本気で何度も絶頂するディルドオナニー (5/19、OFFICE K’S)
- 淫蜜拷問女人集団 ポルチオレズエステ 〜究極の性感堕ち!残虐イキ晒し乙女〜 (5/19、レズれ!)
- 勤務時間中に倉庫にいた新人美尻OLが上司を誘い出し2穴中出しアナル残業志願!! (5/26、ゲッツ!!)
- 女体拷問研究所 THE THIRD JUDAS(ユダ) Episode-11 卑劣なる悩乱絶頂地獄に悶え泣く 若き正義の捜査官、発狂の処刑台 黒木いくみ (6/7、Baby Entertainment)
- 肛門NTR 黒木いくみ (6/7、山と空)
- 「私、あの頃と違って真面目になってヤリマンは卒業したのに!」 昔よく一緒に遊んでいたヤリマン友達がいまだに現役で遊んでいる!! 私だけ結婚し真面目になって普通に家庭を持っているのが許せないらしく一緒に飲もうと言って悪い道へ引き戻そうとしてきます!! どうしても飲みのメンバーが足りないからと言われ誘いを断れず飲み会に行ったら、ヤリコンに持ち込まれて結局断れず色々な男と久しぶりにヤッちゃいました! (6/7、お夜食カンパニー)
- 戦隊ヒロイン 悪のコスメ洗脳 (6/9、GIGA)
- AV女優 裸コレクション 第五弾 (6/9、V&R PRODUCE)
- 都内某所の非合法セクキャバで新サービスの「モラハラ公認」が大ウケ!!なし崩し的に即ハメされる新人キャバ嬢 (6/9、ゲッツ!!)
- こっそり角オナニー (6/13、アロマ企画)
- 自画撮りオナニーサポート エッチな体で見せつけ挑発! (6/13、アロマ企画)
- 敏感メイド 引き裂きアナル拷姦 黒木いくみ (6/13、ヴィ(V))
- 好きなパンチラが必ず見つかる! 王立パンチラミュージアム (6/13、アロマ企画)
- 黒木いくみ×小谷みのり 媚薬漬け感泣（涙）のレズビアンSEX (6/13、セレブの友)
- 兄妹編 素人性態モニタリング! ヤリマン妹と童貞兄がHゲームで妹暴走!! まさかの禁断中出し筆下しSEX! (6/15、ピーターズ)
- 挑発的チラリズムコレクション 2 (6/25、アロマ企画)
- 小便ぶっかけガブ飲みSEX 黒木いくみ (7/1、エムズビデオグループ)
- マジックミラー号 夏だ!浴衣だ! 童貞筆おろし七夕スペシャル 七夕祭り帰りのリア充カップルの彼女(織姫)に非リア充の童貞君(彦星)がおチ○ポ相談! 浴衣美女は奇跡の生ハメSEXで願いを叶えてくれるのか!? (7/6、ROCKET (アダルトビデオ)|ROCKET)
- すこやか淫獣 (7/14、バルタン)
- レズビッチ・ライジング レズに目覚めた親友カップルを狙い寝取って調教する凄腕のビアン女王 (7/19、レズれ!)
- 死んでも見たくなかった! 結婚間近な彼女のバイト仲間とのBBQ映像 3 (7/19、お夜食カンパニー)
- 女が女を襲う!女監督ハルナのレズ痴漢バス case.03|| (7/19、レズれ!)
- 脚固めで密着最深セルフイラマチオ 2 〜とろける程に1つになると連続射精が可能に〜 (7/21、SEX Agent/妄想族)
- 完全拘束・完全支配 強制イラマチオ 黒木いくみ (7/28、REAL)
- 都市伝説的に噂される、35分五千円のピンサロで、時間内に嬢を気持ちよくさせてあげれば高確率で生本番、更には生中出しまでOKとの噂が!!それは本当なのか!?大衆ピンサロ店に潜入取材し、あの手この手で噂の真相を徹底検証!! (8/11、SCOOP)
- 分かりやすいオナニーサポート! リアルち○ぽでAJOI (8/13、アロマ企画)
- 発射後もしゃぶられ続ける大掃除フェラチオ 〜連発狙いのスッポン女がチ●ポを放してくれない〜 (8/18、SEX Agent/妄想族)
- ノーモザイク・レズれ! 食い込み大増量乱交ver. (8/19、レズれ!)
- 素人男女観察! モニタリングAV 男女の友情徹底検証!! 酔っ払って終電を逃した仲良し男女限定!(恋人同士では無い) 個室に2人きりで朝まで何もなければ賞金10万円!!を差し上げます! しかし、女性の飲み物にはこっそり『媚薬』が混入されていて…欲情を隠しきれずチ○ポを求めてくる女性社員に男性社員は我慢できずSEXしてしまうのか…!? (8/19、お夜食カンパニー)
- いつでも射精できる! 抜きやすい挑発パンチラコレクション 3 (8/25、アロマ企画)
- 水澤りこに唇を奪われあやね遥菜と舌を絡ませながら黒木いくみの唾液を飲み尽くす濃厚すぎる4Pエロ接吻 (8/25、アロマ企画)
- イッたら留年!? 私立レズれ!学園 ナミダナミダの卒業試験 120分ノンストップ・レズ乱交! (9/1、レズれ!) [注 3]
- 元祖 時間よ止まれ! パート2 〜いつでもどこでもハレンチ天国〜 (9/1、V&R PRODUCE) [注 4]
- 過激痴漢 (9/1、アパッチ) [注 5]
- 教師も生徒も喋る時はアナルを開閉させるのが校則! ケツ穴くぱぁ お尻だらけのケツ穴御開帳学園 2 アナルで羽ばたけ進路指導Ver. 〜女子校生がケツ穴見せつけ淫語でオナ指示!センズリぶっこけ夢の学校!!〜 (9/7、ROCKET)
- アパッチに奇跡的にカワイイ女ADが3人も入社してきたので“AV業界の常識”だと偽ってあの手この手で全員ヤッてやりました! (9/7、アパッチ)
- あ～やらしい! file.60 貪欲に精子を喰らう女 黒木いくみ (9/8、S.P.C)
- JKの馬乗りスタイルマッサージ店の生パンティー越しのマ○コの温もりがあまりにも気持ち良すぎると話題に。 (9/13、アロマ企画)
- 人妻不倫旅情 初めてのアナル (9/15、LOTUS)
- Wアナルビッチ (9/21、グローリークエスト)
- 大人のストレスを減らす為に施行された国の大人再教育プログラム 大人の保育園 女性保育士たちのお仕事 (9/21、SENZ)
- マジックミラー号 ノースリーブOLの気になる腋事情がまる裸! “腋のケア”と称して嗅いだり舐めたり隅までチェックされちゃったOLさんが恥ずかしすぎる腋コキ&腋見せ羞恥セックス! 10人中6本番!! in丸の内 (9/21、SODクリエイト)
- 実録NTR盗撮 生保レディの女房が僕には内緒でマクラをしているかもしれない… (10/1、JET映像)
- 相席ラウンジで素人連れ出し!酔ってユルくなったモラルとマ○コ! …盗撮・ハメ撮り なんでもアリの乱れた夜にヤリ逃げ中出し! (10/5、Mr.michiru)
- フェアリーテイル しっぽ×アナルプラグ ニャンニャン鳴きながら肉棒を弄ぶ性悪猫に何度も何度も寸止めお仕置きしてぶっ壊れたおま○こに中出し 黒木いくみ (10/6、h.m.p)
- これで貴方も女を絶対イカせるマン 2 〜アブノーマルSEX編〜 (10/7、ムーディーズ)
- コスプレサークルのメンバー10人が集団エロ催眠にかかった (10/13、ZUKKON/BAKKON)
- 直下型パンチラ挑発 (10/13、アロマ企画)
- 超満員の通勤電車で巨乳美人OLと奇跡の密着素股状態! 通勤電車で目の前に来たのはスーツが似合う巨乳OL。近くで見える胸の谷間で満足していたら身動きが取れなくなって密着してしまい勃起!不可抗力ながらも謝るが、その感触に勃起は収まるどころかギンギンになり勃起チ○ポはOLの尻に突き刺さり、さらには股間に潜り込みまさかの素股状態!腰を引こうにも擦れ合うアソコと勃起チ○ポにOLも興奮状態に!しかも自ら腰を振り感じはじめるOL!遂に挿入を求めてくる事態に! (10/19、Hunter)
- 性限時間1時間! 昼休憩にAV出演! 昼職持ちの女優たちが仕事中に制服のまま出演! (10/19、Mr.michiru)
- ナマイキ女神【黒木いくみ】のアナルフィスト&フットファック (10/25、MEGAMI)
- oh尿〜!! 地上波でも衛星でも ダメ!絶対!なゴールデンタイム 女子アナにオシッコぶっかけたいヤツみんな来い!! 黒木いくみ (11/2、ROCKET）)
- 【G1】 ナルシストヒロイン 〜純情仮面〜 (11/10、GIGA)
- 競泳水着の女 黒木いくみ (11/16、AKNR)
- 「ハグ/添い寝/腕枕」までしかしてくれないJKリフレ店の女の子とお店に内緒で中出し援助SEXをする。 3 (11/16、Mr.michiru)
- 逸材!!ド素人の人妻は、AV志願の従順発情ペット。 (11/25、ビッグモーカル)
- 近親猥褻レズビアン 〜なま唾糸引きレズ接吻〜 (12/1、U&K)
- レズバトルファン待望のユーザーリクエスト企画 ガチンコレズ貝合わせ相撲 〜Tribbing fight〜 貝合わせに特化したイカセ合いバトル! 最強マ○コ女王決定トーナメント!! (12/7、ROCKET)
- ザ☆淫語痴女 手コキ男犯 02 連射・男の潮吹き・亀頭ドライ・尿道・睾丸責め (12/7、MEGAMI)
- 満員バスで出会ったクソエロい人妻!夫が横に居るのにムチムチ尻を僕の股間に押しつけてきて思わず勃起ちゃたよ。チ○コを握りしめスリルを楽しんでいる奥さんとその場でヤッちゃいました。 (12/7、SWITCH)
- 貴方を見つめながら尿道責め (12/8、OFFICE K'S)
- 父の愛人に縛られて、レズに目醒める私… 天海こころ 黒木いくみ (12/19、ビビアン)
- 変態公衆便所 タンツボ肉便器女 黒木いくみ (12/21、グローリークエスト)
- ウルトラM性感研究所 クラブ・ザ・サッキュバス エロチカドールズ最狂快楽処刑宴 強烈なメスイキ繰り返し何度も射精する男たち (12/25、AVS Collector's)

- 変態ドM美尻女教師のザーメン&小便ごっくん顔面崩壊2穴調教 (1/5、クリスタル映像)
- 満員電車で接吻挑発されちゃって… (1/5、OFFICE K'S)
- 絶対に手を出してはいけない相手を夜這いしちゃった俺 10 SPECIAL (1/11、アキノリ)
- 小便淫語秘書 黒木いくみ (1/19、OFFICE K'S)
- 魅惑のW尻コキ 二つの美尻に挟まれ、勃起チ○ポをスリスリシコシコしたい! (1/19、OFFICE K'S)
- あまとろM性感痴女の誘惑オーガズム vol.2 初公開!撮り下ろし映像収録スペシャルエディション 黒木いくみ (1/19、M男パラダイス)
- 嫁姑レズ ～夫に秘密の発情同居～ (2/1、U&K)
- 村外れの可愛いワイセツ者 (2/1、FAプロ)
- 子供が欲しいデカ尻義母が旦那とのSEXレス解消のためバニーガールに変身! 刺激が強すぎてフル勃起が止まらない童貞息子に欲情した義母が優しく筆おろし生挿入! 力任せの鬼ピストンでタイツに張りつく尻肉激揺れさせながら何度も中出し懇願! 2 (2/9、V&R PRODUCE)
- トリビングレズ 〜擦りつけ!濡れ陰部!!〜|| (2/13、U&K)
- 敏感乳首だけでイケる美女 (2/19、ゑびすさん/妄想族)
- 本屋で勉強漬けの男子学生にエロ本見せつけたイケない人妻 5 狭い店内でボインを押しつけビン勃ちになった未経験チ○コに店員や他の客にバレないように大人の女のカラダたっぷり教えこみました (2/22、SWITCH)
- 僕の彼女を抱いてください。 彼氏の目の前で本イキする彼女2 (2/22、アキノリ)
- 超ド級変態!ゴージャス全裸セレブ妻たちのゴージャス全裸変態ホームパーティー (2/22、ROCKET)
- 自画撮り肛門かきまぜアナニー (3/1、グローリークエスト)
- クチ・マ●コ・アナルどの穴でも男汁なら全部飲む!小便ザーメン3穴ごっくんファック 黒木いくみ (3/7、エムズビデオグループ)
- 【ガチ撮り!スリル度200パーセント】 他の撮影中にバレないようにSEXができるか!? (3/8、アキノリ)
- タンツボ女 黒木いくみ もっと汚して…私をブスと蔑んでください… (3/20、neo)
- 引きこもりレズビアン (4/1、U&K)
- 母と娘のレズビアン 笛吹川の旅 北川エリカ 黒木いくみ (4/19、ルビー)
- 飲尿ボーイズ ～タンツボ便器になりたいM男たち～ (4/20、抜群)
- トリプル聖水レズビアン (5/3、OFFICE K’S)
- 素人朝までナンパ酒!! (5/7、桃太郎映像出版)
- 働くサラリーマン応援企画!ソープランドワゴンがイクッ!! 2 (5/10、アイエナジー)
- ミシュザー三ツ星獲得 南青山にある食ザーオーガニックレストラン (5/10、SENZ)
- 容赦無き調教奴隷イラマチオ3 ～無力な女は降りかかる屈辱の災難に喉奥最深部で耐え忍ぶ～ (5/18、SEX Agent/妄想族)
- 完全主観 Mな貴方にささやくバイノーラル淫語手コキ (5/18、OFFICE K’S)
- 女顔舐め (5/18、OFFICE K’S)
- 快楽負けした『男の潮吹き』 (5/19、M男パラダイス)
- デリヘルで呼んだ娘が、敏感すぎて潮吹いて僕の部屋をビショビショにするので怒ったらヤラせてくれたけど、感じまくり まさかの連続イキ!更にハメ潮吹きまくって困った!3 (5/24、アイエナジー)
- 悶絶クンニMANIAX 八乃つばさ 黒木いくみ (6/1、ワンズファクトリー)
- 入院中の禁欲生活に耐え切れない弟が看護師のデカ尻姉に媚薬を飲ませると白パンスト擦りつけながら淫らに股間を滴らせ、カニバサミで中出しを求めた!2 (6/8、V&R PRODUCE)
- 「ノーブラ乳首チラ見え」で僕を発情させてしまった幼馴染は超敏感!乳首いじりで失神寸前エビ反り連続爆イキで感じまくる! (6/21、アイエナジー)
- ド変態体位の羞恥手コキ～男のプライドはボッロボロ、男のシンボルはボッキボキ。狂ったもん勝ちの快楽世界～ (6/22、SEX Agent/妄想族)
- ガニ股絶頂 手まんレズ (7/13、U&K)
- 断末魔の女体は奈落に沈む 轟沈鉄枷地獄 EPISODE-03:捜査局女性幹部、玲奈の拷問恐慌残虐堕ち 黒木いくみ (7/25、Baby Entertainment)
- 真性 変態ドM気質丸出しの女の子が自ら好んで ケツ穴ホジリ&アナル中出しSEX・浣腸噴射・縛り・イラマ・ビンタ・アナル舐めイカサレまくりの変態中出しSEXで 何人もの男のおしっこを笑顔でガブガブ飲みまくるSSS級調教済み記録映像! 黒木いくみ (7/25、えむっ娘ラボ)
- 巨乳女囚レズバトル 三原ほのか 推川ゆうり 黒木いくみ (7/26、ROCKET)
- 同窓会で会った初恋の女は人妻になっていた 6 夫に欲求不満の彼女は僕の勃起チ○コをテーブルの下で握りしめて放さない。みんなの目を盗んで店内でヤッちゃった! (7/26、SWITCH)
- 夏休み!兄貴の奥さんが薄着ミニスカ姿で僕の目の前に現れた。パンチラ見えてしまってモジモジしてる僕を女性経験がないと見破った兄嫁。「お兄ちゃんが見てないから触っていいわよ」マザコン兄貴とヤッテいない欲求不満で僕のギン勃ちチ○ポに我慢できなくなってるよ。 (8/1、SWITCH)
- 完全主観 エッチな恋人キス (8/1、ゑびすさん/妄想族)
- 美人と評判の仲居さんがいる旅館に行って仲居さんを強引に口説いてハメ倒した盗撮映像 6 (8/7、ルビー)
- 「汗かいたからこのパンティもお願いしちゃおーかな」宅配クリーニングを頼んだお姉さんがいきなり目の前で脱ぎ始めた。もちろん勃起しちゃう僕です。それ見て興奮したお姉さんがお尻をぷりぷり僕を誘ってきます。配達中にその場でヤッちゃうよね! (8/9、SWITCH)
- いつもは高飛車な女上司はほろ酔い状態になるとパンスト穿きながら馬乗り生挿入!欲求不満過ぎて自ら激しいピストン何度も勝手に絶頂!3 (8/10、V&R PRODUCE)
- 世界で一番喉奥に射精するイラマチオ 藍川美夏 黒木いくみ (8/9、ROOKIE)
- 性欲が強めな女の子は好きですか? エッチで幸せを感じる美女のSEX事情 (9/1、S-Cute)
- 万引きしたのに生意気な態度の女 許す代わりにSEXしていったら可愛い声でヨガリ始めた (9/6、アキノリ)
- SMドキュメンタリー 失楽宴 (9/7、h.m.p)
- ザ☆淫語痴女 手コキ男犯 Mania 連射・男の潮吹き・亀頭ドライ・尿道・睾丸責め (9/7、MEGAMI)
- 土木作業員たちが連泊している温泉宿でドMお姉さん「黒木いくみ」が逆ナンパ! ガテン系のバッチコイSEXでガンガン責められメロメロになってしまった件 (9/13、ドバドバ大作戦/エマニエル)
- 女監督ハルナのトリプルレズ ペニバンシンドローム file.03 (9/19、レズれ!)
- アナルフィスト＆フットファック ～男がアナルで感じる快楽・ドライオーガズム～ (9/19、M男パラダイス)
- くちマ○コ 口で寝とらせを喜ぶ夫と喉自慢妻 黒木いくみ (9/25、煩悩組/妄想族)
- お嬢様残酷調教倶楽部 黒木いくみ (10/1、中嶋興業)
- SM縄調教 陵辱と羞恥と絶頂!! 縛られる屈辱が快感に変わるオンナたち (10/5、h.m.p)
- またがり上手 エッチなことが好きな美女の快楽の求め方 (10/7、S-Cute)
- お姉さんにパンチラ挑発されながらザーメンを太腿とパンツに放出してもいいですか!? その3 (10/13、アロマ企画)
- 付き合いたての彼女が変態過ぎておれの想像を超えたプレイをせがんでくる 黒木いくみ (10/13、ムーディーズ)
- -完全撮り下ろし絶頂回廊処刑記録- 女体侵食エイリアン!!電流が全身を駆け巡る中、乳首と栗と秘壺を攻撃する悪魔の残酷装置 (10/19、BabyEntertainment)
- 陵辱病棟 ～囚われた捜査官III Episode 0 ここから全てが始まった～ (11/10、GIRL'S CH)
- ローアングルでベストアングル連発!! じっくり仰ぎ見るパンチラ (11/13、アロマ企画)
- 千手観音くすぐり研究所 ～完全撮り下ろし女体パニック～ 四肢淫縄の呼吸困難残虐爆イキ!! (11/19、BabyEntertainment)
- 聖水ぶっかけマーキング 美痴女の体液まみれ (11/19、MEGAMI)
- 世界で一番ドM女の変態SEX おしっこゴクゴク!浣腸ブシャブシャ!ロウソクどろどろ! 藍川美夏 黒木いくみ (11/19、ROOKIE)
- 極太アナル拡張3 黒木いくみ (12/1、ムーディーズ)
- 人妻アナル痙攣絶頂レズファック!! 尻穴ペニバン肛交エステ (12/15、ピーターズ)

- 学生時代ってクラスメイトのパンチラ拝めたらサルのようにオナニーし続けたよな!? (1/25、アロマ企画)
- セクハラレズビアン ～視姦・淫語・辱め 強制ワイセツレズ交尾!!～ (2/13、U&K)
- ふたなりピンク性交錯陵辱 (2/22、GIGA)
- シロウト女子個人撮影ハメ撮り日記 オジ専売子いくみさんCかっぷ 黒木いくみ (2/23、シャーク)
- マニアの生贄 黒木いくみ (3/7、アタッカーズ)
- 可愛い美女たちの突発乳首責め!乳首が敏感だと知ったとたん微笑みながらチクベロ行為! (3/21、アキノリ)
- ラグジュOL ランチタイムにAV出演する働くオンナたち VOL.010 (4/12、BAZOOKA)
- 挟まれてW接吻 (5/1、OFFICE K’S)
- 働く新卒社会人と性交。VOL.012 (5/17、BAZOOKA)
- 容姿格差婚NTR 結婚前は男遊びが派手だったボク（ブ男）の妻（美人）は妊娠発覚直後からあからさまに様子が変化 妻は自宅不倫中出しセックスをボクにわざと見せつけて目の前でイキまくる (5/17、SCOOP)
- アナルで「いいね」を欲しがる名門女子大生 (6/6、SODクリエイト)
- お姉さんの腕と指が一本のち○ぽを覆い尽くし、思わず腰が動いてしまうほど焦らされて焦らされて延々と勃起し続ける究極の快楽 (6/28、おかず。)
- 唾と痰スペシャル甘い唾と痰～人間痰壺物語～黒木いくみ (7/10、RASH)
- もしAV女優の自宅を訪問したら (9/1、S-Cute)
- エッチな5組10人! 女子同士で撮り合い見せ合い 大興奮ガチ絶頂オナニー (9/15、プリモ)
- ナルシストヒロイン ～純情仮面～ 黒木いくみ （11月10日、GIGA）
- 欲求不満な巨乳人妻たちの淫語かたりかけ ぐちゅぐちゅ連続絶頂指オナニー (11/21、アイエナジー)
- ムッチムチのプリケツとプニップニのあったかマ○コ (11/22、おかず。)
- 残酷女体狂乱淫動装置 完全撮り下ろし!!快楽漬けマシーンの餌食となった8名のイキっぱなし女体 (12/19、BabyEntertainment)

- 突然やってきた営業レディは媚薬を飲むと、黒パンストを擦りつけながら淫らに股間を滴らせ、カニバサミで中出しを求めた!PREMIUM BEST 300分18名全員中出し! (1/17、V&R PRODUCE)
- 素人女子大生達のガチンコ生中SEX図鑑3 (2/28、S級素人)
- 女が女を本気で愛する最高の美的同性愛 (4/13、セレブの友)
- 魅力的な太腿にギンギンのち○ぽをギュッ!!と絞めつけられながら思いっきりシゴきたい (4/24、おかず。)

#### 「ゆうひ菜那」「黒居ろく」 他名義
- ぱっくりオマ○コ 高速指オナニーで大量に付いたマン汁を舐める女 (2/29、ゑびすさん/妄想族)
- 犬嗅娘9 汚パンツ痴女 編 (3/26、フェ血ス)
- レズ小便ドラマ 飲愛尻愛 (7/1、V&R PLANNING)
- ドクターL3 接待家畜ハーレムへの招待状 ゆうひ菜那 (7/7、シネマジック)
- お仕置き乳首ポリス (8/14、REAL)
- 喉マ○コ直射イラマ窒息寸前【精子飲まされまくる】マニア旦那に公衆便女調教される美人妻ドキュメント【むっちり巨尻挿入アクメ連続騎乗位】【連続ザーメン10発マンズリ潮吹き】【ハメられっぱなし意識混濁ケイレン号泣】他人チ●ポに凌●され続ける7P大輪カンSEX (8/28、同人AV倶楽部)
- 恥臭OL 強制飲尿 臭い狂い君臨 顔面舐めオフィス (9/1、V&R PLANNING)
- 完全ノーカット撮影でじっくり見せる!!本気で何度もイキまくる女子●生のズボズボディルドオナニー (9/1、OFFICE K’S)
- 見習い捜査官スパンキングOUT2 ゆうひ菜那 (9/7、シネマジック)
- 【ちかん映画館】おじさんの痴漢テクニックに女子大生がメロメロになる【露出SEX調教】 (11/24、カリマンタン)
- ガチ6P大乱交!サークル史上最強ツンデレ美女コスプレイヤー「オマ○コの奥まで犯してくださいッ」号泣絶叫エンドレスSEX【イキ潮10発以上狂乱アクメ】【全員ザーメン種付け注入】高慢プライド剥奪究極便女調教2本立てSP （12/19、妄想族)

- スパンキングで昇天するボンデージ美女に喉奥ハードイラマをプレゼント! 2 (2/12、REAL)

### VR
- お仕事中のお姉さんは職場で制服のままM男の乳首をイジるのがお好き 黒木いくみ (4/26、ドリームチケット)
- 見つめてヴァーチャルフェラ 黒木いくみ (4/27、WOW!)
- おち○ぽエステティシャンのヴァーチャル中出しSEX 黒木いくみ (5/9、WOW!)
- イチャラブ・スイーツ彼女 黒木いくみ (6/30、CASANOVA)
- ハズレ無し風俗店～美女体捧げる熱愛奉仕～ 黒木いくみ (7/27、CASANOVA)
- SCOOP×VR むっちり巨乳メイド×スレンダー痴女メイド Wナマ中出しSEX いくみちゃん 愛ちゃん (8/1、KMP VR)
- 私立レズれ!学園 7Pレズ乱交! (8/1、レズれ!)
- コスプレイヤー全員中出しハーレムVR (12/5、ZUKKON/BAKKON VR)

- 超VIP席!ラブラブカップルの超濃厚見せ付けレズ 黒木いくみ 佐伯かのん (5/25、CASANOVA)
- 乱入!ハプニング個室ビデオ 黒木いくみ (6/8、CASANOVA)
- 妻の実家に帰省したらお姉さんが僕を大胆に誘惑してくる!! (7/13、妄想VR)
- さんにんえっち いくみとみひなは親友で僕のセフレ (7/13、妄想VR)
- 淫語で誘い思う存分イカせてくれる意地悪な黒木いくみ (9/12、アロマ企画)
- 脱SEX革命3DVR V世界一変態で恥ずかしい挑戦R あなたは見たことがありますか?ハイテンションの全裸、大声の淫語、しっかりやりきる羞恥芸、あの衝撃が再び!しかもVRで5年ぶりに帰ってきた!! (12/20、ROCKET VR)
- ナンパした女を連れ込み言葉巧みにVRで撮影。個人的に楽しむなんて嘘に決まってるwww VRハメ撮り師な俺が撮った映像放出 vol.16 (12/21、CASANOVA)

- ハズレ無しデリヘル 2トップ美女デリ嬢独り占め!私たちもう準備万端だけどお兄さんはどう...? 黒木いくみ 佐伯かのん (1/25、CASANOVA)
- ナンパした女を連れ込み言葉巧みにVRで撮影。個人的に楽しむなんて嘘に決まってるwww VRハメ撮り師な俺が撮った映像放出 今まで放出してきたいい感じの女を思い切ってまとめてみたwww (6/7、CASANOVA)
- 黒ストッキングお姉さまにとにかくチ○ポをいじめまくられるVR (6/21、アロマ企画)
- 小便M男いじめ 3 黒木いくみ (8/29、WOW!)

### イメージDVD
- 美少女スプラッシュ! (2016/4/23、OMEGAω) ※樋口真央名義
- Ikumi Resurrection (2017/5/18、REbecca)
- Mellow Time 黒居ろく (2020/4/3、デジプラン)

### デジタル写真集
- LOVEPOP デラックス
  - 黒木いくみ 001（2020年6月19日、PAD）
  - 黒木いくみ 002（2020年7月10日、PAD）
  - 黒木いくみ 003（2020年7月17日、PAD）
- デジグラ・デラックス
  - 黒木いくみ 001（2020年11月27日、PAD）
  - 黒木いくみ 002（2020年12月25日、PAD）

## 出演

### テレビ
- 生放送でイラマチオ!（2018年12月13日、パラダイステレビ）- イラマチオ娘[12]

### ネット配信
- YouTubeチャンネル「Revealing Real Japan(Nobita frim Japan)」[10]

1. なぜ彼女はAV女優になったのか（2019年12月10日、YouTube）
2. AV女優さんへのQ&A（2020年4月30日、YouTube）